# Schnauzer och pinscher
Schnauzer och pinscher är en hundrastyp, huvudsakligen från Tyskland. De ursprungliga varianterna är de mellanstora, som tidigare kallades mellanpinscher och mellanschnauzer, men som sedan 2004 heter enbart pinscher respektive schnauzer. Från att den första rasklubben bildades 1895 fram till 1928 registrerades schnauzrar som strävhårig pinscher. Namnet schnauzer är dock äldre och användes i skrift första gången 1842, det syftar på mustasch. Ursprunget till namnet pinscher är oklart.
Schnauzer och pinscher brukar ses som den kontinentala varianten av Brittiska öarnas terrier. De har dock inte varit grythundar utan gårdshundar och uppskattade råttfångare. Kuperingen av svans och öron kom till för att skydda mot råttbett. Kupering är förbjuden i Sverige, men utlandsfödda hundar som är kuperade får delta på utställning. Såväl släthåriga som strävhåriga pinschrar finns avbildade sedan 1400-talet. Dvärgvarianterna är framavlade sedan slutet av 1800-talet och bygger på avel av små exemplar och inte på dvärgväxtmutation.
De större varianterna dobermann respektive riesenschnauzer har inte samma ursprung som övriga schnauzrar och pinschrar. De är resultaten av målinriktad avel i syfte att få fram stora brukshundar med pinscher-/schnauzer-utseende. Till grund för dobermann ligger bland annat föregångare till dagens rottweiler, uppblandad med schäfer. Till grund för riesenschnauzern ligger boskapshundar från södra Tyskland, liknande dagens bouvier des flandres.
Till sektionen Schnauzer och pinscher i rasgruppen Schnauzer och pinscher, molosser och bergshundar samt sennenhundar enligt den internationella kennelfederationen Fédération Cynologique Internationales (FCI) indelning, hör även affenpinscher, österreichischer pinscher, dansk-svensk gårdshund, hollandse smoushond och svart terrier samt harlekinpinscher som inte är en erkänd hundras.

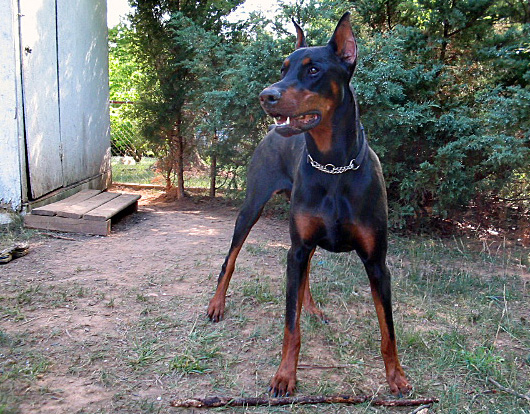
Dobermann
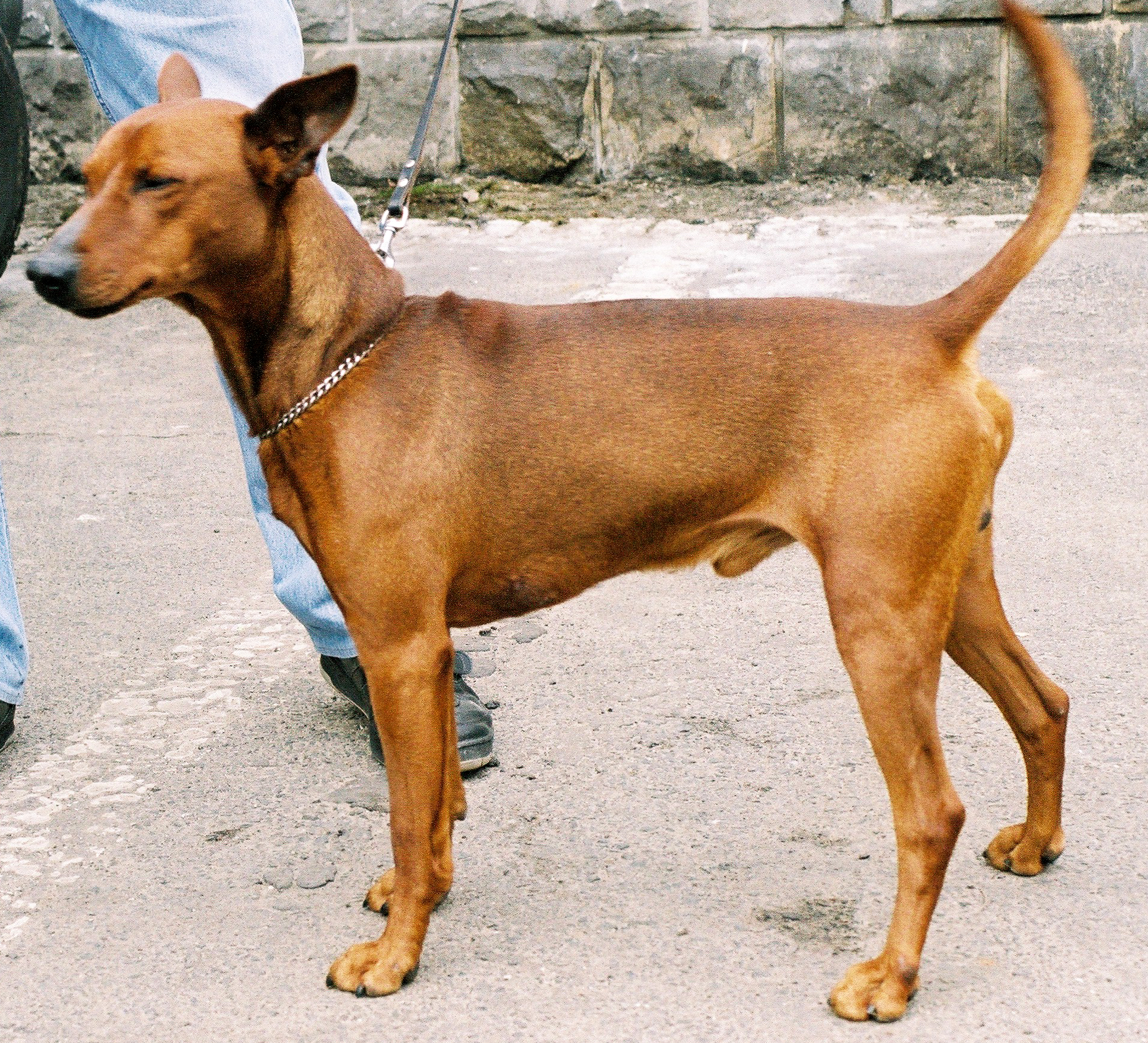
Pinscher
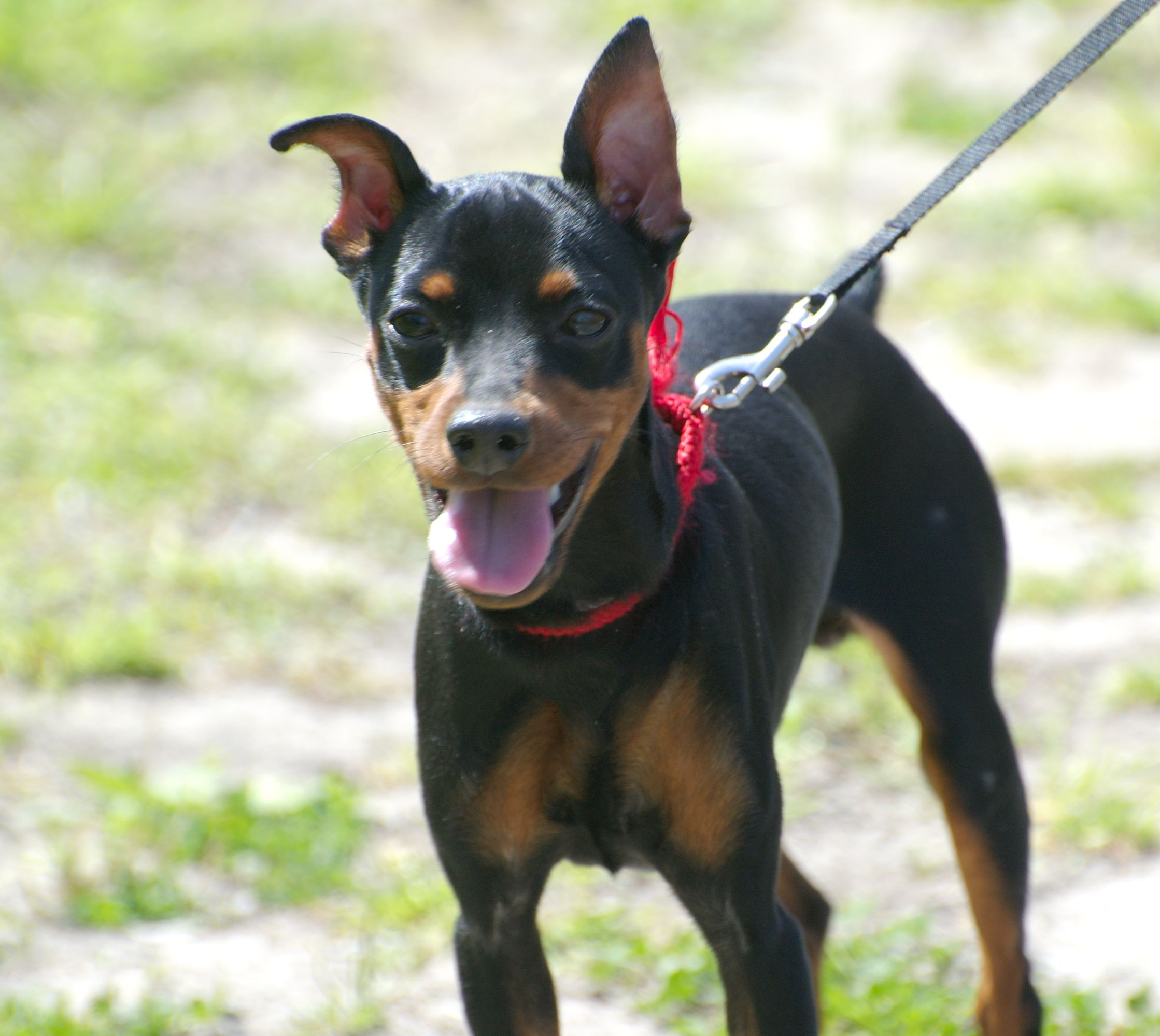
Dvärgpinscher

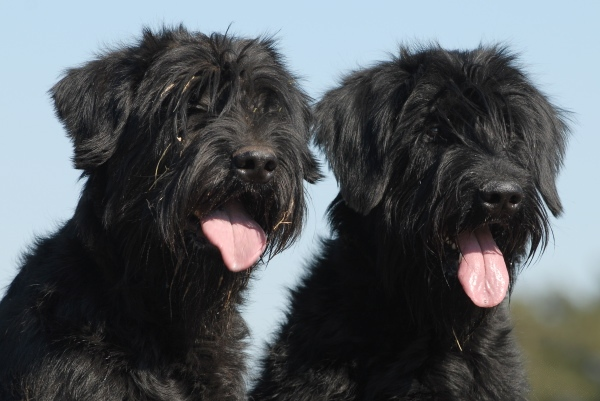
Riesenschnauzer
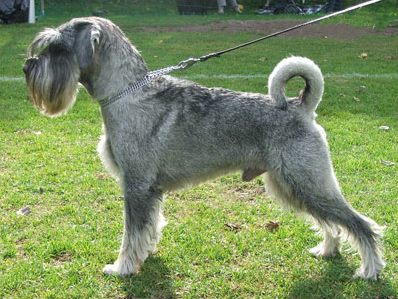
Schnauzer
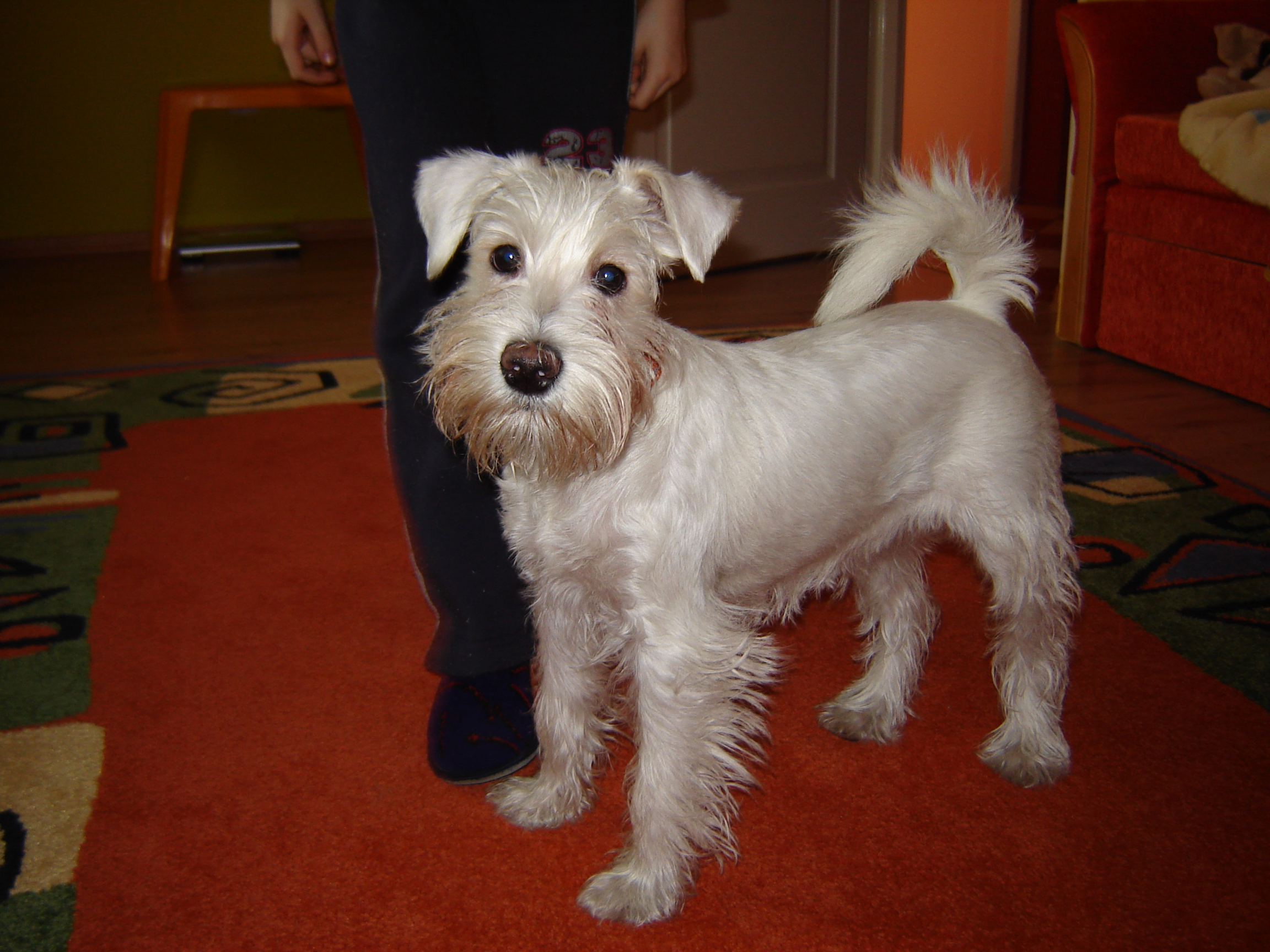
Dvärgschnauzer
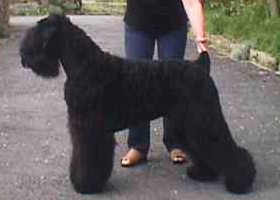
Svart terrier

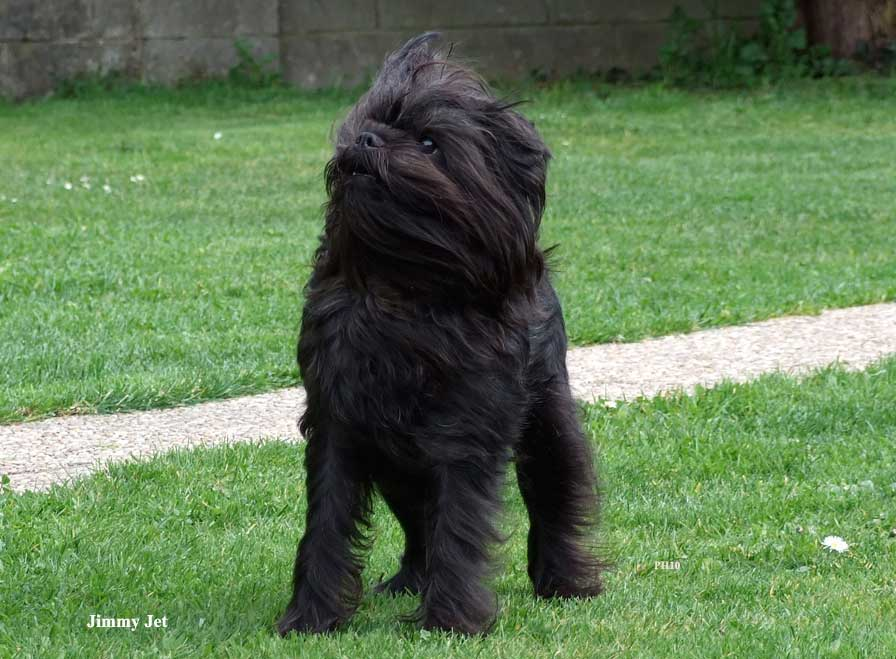
Affenpinscher
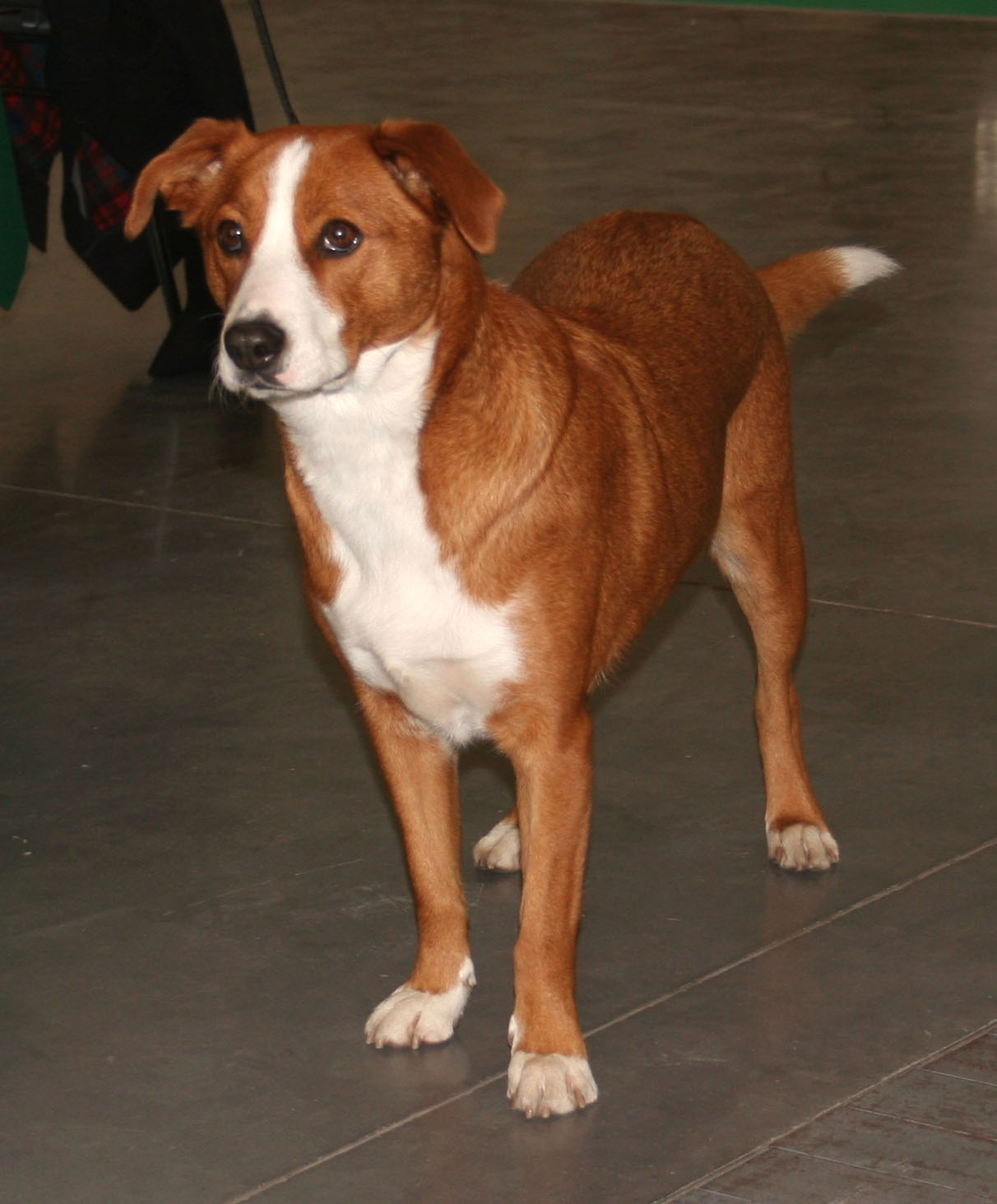
Österreichischer pinscher
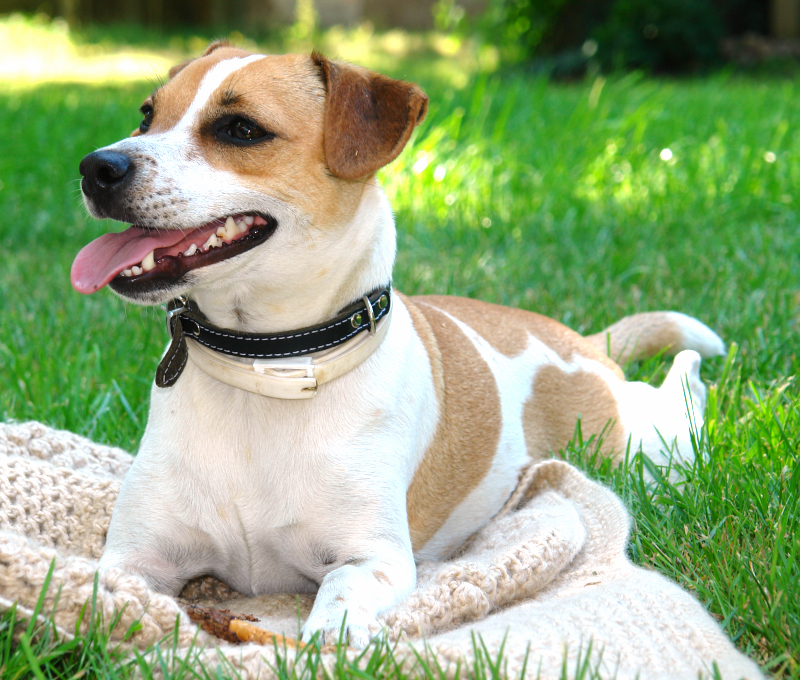
Dansk-svensk gårdshund
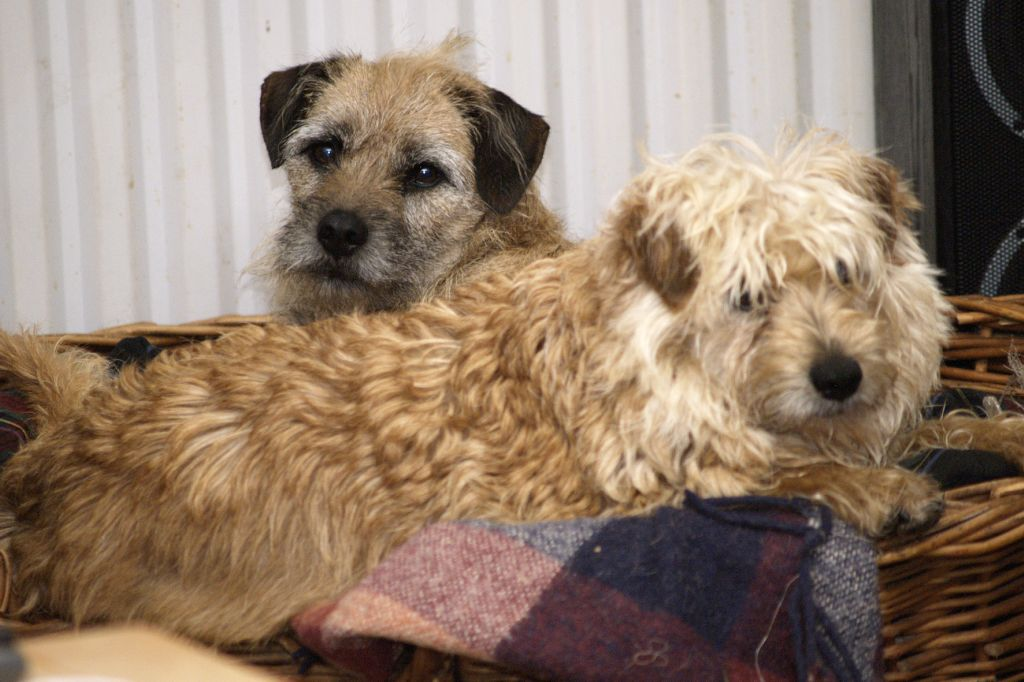
Hollandse smoushond (den främre)